# Fryerning
Fryerning – wieś w Anglii, w hrabstwie Essex, w dystrykcie Brentwood. Leży 11 km na południowy zachód od miasta Chelmsford i 40 km na północny wschód od Londynu.